# لي غروفز
لي غروفز (بالإنجليزية: Leigh Groves)‏ هو لاعب دوري الرغبي أسترالي، ولد في 11 ديسمبر 1973 في أستراليا.